# Paphiopedilum gratrixianum
Paphiopedilum gratrixianum es una especie de planta perteneciente a la familia  Orchidaceae. Es endémica de Laos y Vietnam. Su hábitat natural son las selvas húmedas bajas tropicales o subtropicales. Está tratada en peligro de extinción por pérdida de hábitat.

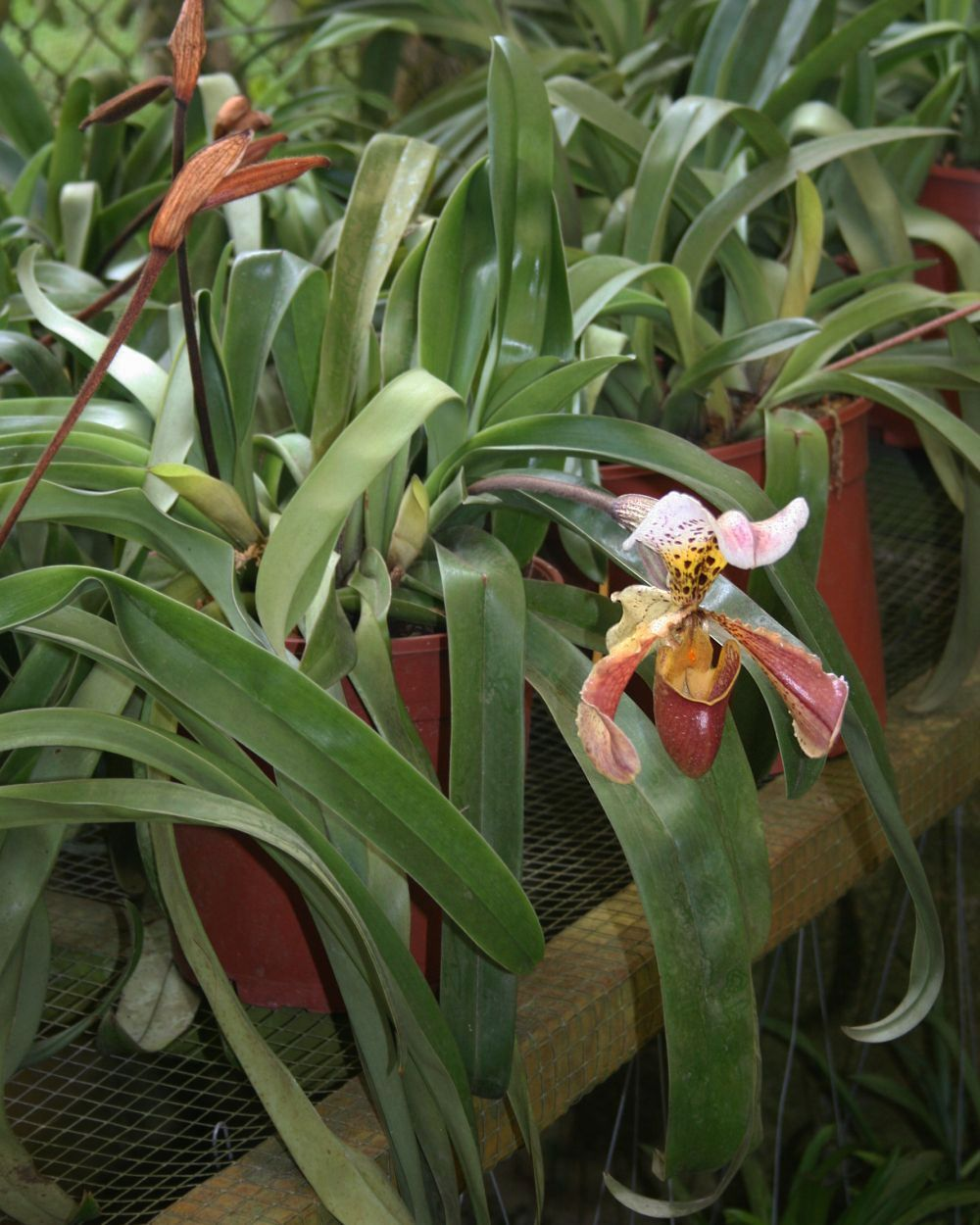
Vista de la planta

## Descripción
Es una orquídea de pequeño tamaño, que prefiere el clima caliente. Con un hábito lito-terrestre con hojas de color verde dísticas, sólidas, suberectas, linear lanceoladas a oblongas y con un ápice agudo o tridentado minuciosamente manchado de púrpura  por debajo hacia la base de la hoja. Florece en una inflorescencia erecta de 25 cm de largo, de una sola flor, verde con pubescencia púrpura con brácteas florales estrecho oblongo-lanceoladas a obovadas, agudas a obtusas  con una flor de larga duración que se produce otoño y principios del invierno.

## Distribución y hábitat
Se encuentra en el sudeste de Laos y Vietnam en el bosque primario húmedo, bosques de hoja ancha, de hoja perenne entre las nubes altas a una altitud de 900 y 1220 metros sin período seco y una gran cantidad de humedad constante en la hojarasca del suelo atrapado en bolsas de silicato de riolita o en las paredes de los acantilados de granito. 

## Taxonomía
Paphiopedilum gratrixianum fue descrita por Robert Allen Rolfe y publicado en Orchid Review 13: 63. 1905.
Etimología
El nombre Paphiopedilum (Paph.), procede del griego "Paphia": de "Paphos", epíteto de "Venus" y "pedilon" = "sandalia" o "zapatilla" aludiendo a la forma del labelo como una zapatilla.
gratrixianum; epíteto otorgado en honor de Gratrix, un entusiasta inglés de las orquídeas.
Sinonimia
- Cypripedium gratrixianum Mast. (1905) (Basionymum)
- Cypripedium gratrixianum B.S. Williams (1897)
- Cordula gratrixiana (Rolfe) Rolfe (1912)
- Paphiopedilum affine De Wild.
- Paphiopedilum villosum var. gratrixianum (Rolfe) Braem (1988)[3][4]